# Leontios Theotokites
Leontios Theotokites, griechisch Λεόντιος Θεοτοκίτης, war Patriarch von Konstantinopel (1189).

## Leben
Über die Person von Leontios gibt es keine Informationen. Im Februar 1189 war Dositheos von Jerusalem zum Patriarchen vorgeschlagen worden, nach Ende September/Anfang Oktober 1189 wurde er gewählt. Leontios hatte das Amt des Patriarchen in den dazwischenliegenden Monaten inne.